# NGC 2909
NGC 2909 في الفهرس العام الجديد، هي مجرة، تقع في كوكبة الدب الأكبر. اكتشفت في 12 مارس 1828 بواسطة جون هيرشل.

## روابط خارجية
- NGC 2909 على موقع ويكي سكاي: DSS2, SDSS, GALEX, IRAS, Hydrogen α, X-Ray, Astrophoto, Sky Map, Articles and images